# Garcinia afzelii
Garcinia afzelii är en tvåhjärtbladig växtart som beskrevs av Adolf Engler. Garcinia afzelii ingår i släktet Garcinia och familjen Clusiaceae. Inga underarter finns listade i Catalogue of Life.